# Atractaspis micropholis
Espèce
Synonymes
- Atractaspis corpulentus Günther, 1866
- Atractaspis microlepidota micropholis Günther, 1872

Statut de conservation UICN

 LC  : Préoccupation mineure
Atractaspis micropholis est une espèce de serpents de la famille des Lamprophiidae.

## Répartition
Cette espèce se rencontre :
- au Sénégal ;
- en Gambie ;
- au Niger ;
- au Burkina Faso ;
- au Nigeria.

## Description
C'est un serpent venimeux.

## Publication originale
- Günther, 1872 : Seventh account of new species of snakes in the collection of the British Museum. Annals and Magazine of Natural History, ser. 4, vol. 9, p. 13-37 (texte intégral)